# Zygmunt Jan Manowarda
Zygmunt Jan Manowarda de Jana (ur. 29 lutego 1884 we Lwowie, zm. 30 października 1941) – podpułkownik żandarmerii Wojska Polskiego.

## Życiorys
Zygmunt Jan Manowarda urodził się 29 lutego 1884 we Lwowie. Został żołnierzem c. i k. armii. Służąc jako podporucznik żandarmerii w maju 1913 został awansowany do stopnia porucznika żandarmerii. Tuż po wybuchu I wojny światowej służył w stopniu nadporucznika w C. K. Komendzie Żandarmerii Krajowej nr 5 dla Galicji we Lwowie. 8 sierpnia 1914 na czele oddziału galicyjskich żandarmów i strażników skarbowych powstrzymał pochód armii rosyjskiej w walkach granicznych pod Podwołoczyskami (w publikacjach prasowych był określany jako Polak). Tuż po tym był w grupie pierwszych kilku osób odznaczony dekoracjami wojennymi przez cesarza Franciszka Józefa. Później służył w stopniu rotmistrza c. i k. 5 Krajowej Komendy Żandarmerii we Lwowie.
1 listopada 1918 roku został przyjęty do Wojska Polskiego z byłej armii austro-węgierskiej, z zatwierdzeniem posiadanego stopnia rotmistrza, i przydzielony do Okręgu Generalnego „Kraków”. W wydaniu z 27 września 1919 czasopisma „Myśl Niepodległa” ukazał się nie podpisany artykuł, którego autor dokonał krytyki przyjmowania do Wojska Polskiego byłych funkcjonariuszy (austriackiego) państwa policyjnego określonych jako antyki kajzerlikowskie (opisani zostali m.in. gen. mjr Eugeniusz Dąbrowiecki, płk Emil Tintz, rtm. Hugon Babel von Fronsberg oraz rtm Zygmunt Manowarda). Służącemu rzekomo w krakowskiej szkole podchorążych rotmistrzowi Manowardzie zarzucono, że jako syn oficera z Czerniowiec nie był narodowości polskiej, podczas służby w formacjach austriackich miał dokonywać szpiegowania Polaków, w listopadzie 1918 miał wnieść podanie o przyjęcie do Wojska Polskiego we wniosku napisanym w języku niemieckim, jako że po polsku miał mówić słabo. W wydaniu „Myśli Niepodległej” z 18 października 1919 redakcja – po otrzymanym sprostowania – podała, że podane pierwotnie informacje nie odpowiadały prawdzie i że opisany kapitan służący w korpusie kadetów w Krakowie to w rzeczywistości oficer piechoty Artur Manowarda, któremu przywrócono szacunek i honor, przyznając że posługuje się językiem polskim i był wychowany w duchu polskim. W rezultacie artykułu w „Myśli Niepodległej” rotmistrz Manowarda miał zostać nie przyjęty do Wojska Polskiego (podobnie mjr Zygmunt Ziemiański). Opisani w artykule oficerowie wytoczyli redakcji „Myśli Niepodległej” procesy sądowe na przełomie 1919/1920. W tej sprawie Oficerski Trybunał Orzekający wszczął dochodzenie. W 1920 w Adiutanturze Generalnej Naczelnego Wodza była rozpatrywana „Sprawa rtm. Zygmunta Manowarda”. 9 marca 1922 roku Naczelny Wódz anulował dekret skreślający Zygmunta Manowardę z listy oficerów i powołał do służby czynnej.

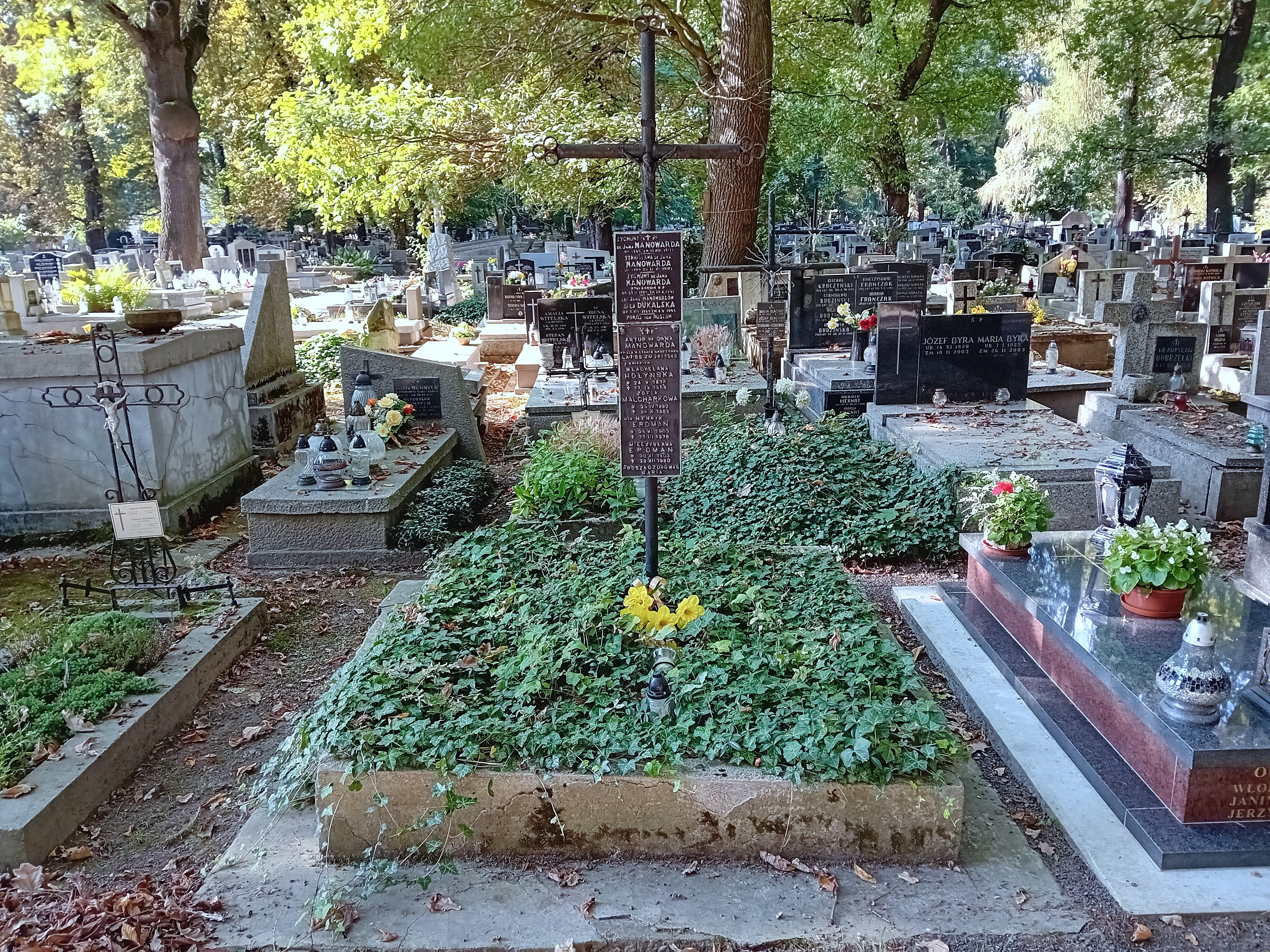
Grobowiec rodzinny Zygmunta Jana Manowardy

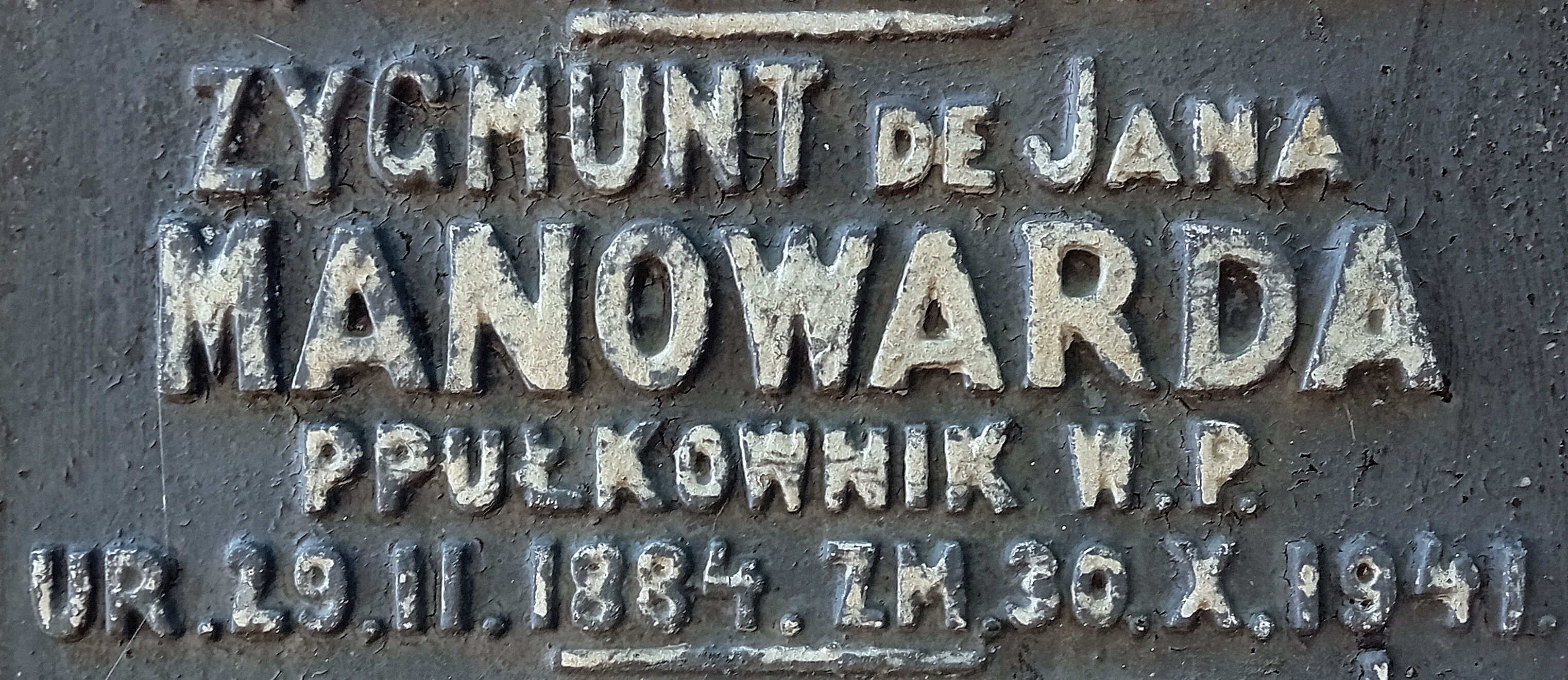
Tabliczka nagrobna

3 maja 1922 roku został zweryfikowany w stopniu majora ze starszeństwem z 1 czerwca 1919 roku i 6. lokatą w korpusie oficerów żandarmerii. Od czerwca 1922 roku był kierownikiem Referatu Personalnego w Wydziale 2 Żandarmerii Departamentu I Piechoty Ministerstwa Spraw Wojskowych w Warszawie, pozostając oficerem nadetatowym 5 Dywizjonu Żandarmerii w Krakowie. Za okres służby na stanowisku kierownika referatu uzyskał pochwałę i podziękowanie ówczesnego szefa departamentu, generała brygady Stanisława Wróblewskiego. 2 października 1923 roku został wyznaczony na stanowisko komendanta Centralnej Szkoły Żandarmerii w Grudziądzu, w dalszym ciągu pozostając oficerem nadetatowym 5 Dywizjonu Żandarmerii. 1 grudnia 1924 roku został awansowany na podpułkownika ze starszeństwem z 15 sierpnia 1924 roku i 2. lokatą korpusie oficerów żandarmerii. 17 marca 1927 roku został przeniesiony do kadry oficerów żandarmerii z równoczesnym oddaniem do dyspozycji dowódcy Okręgu Korpusu Nr V i przeniesiem służbowym do Powiatowej Komendy Uzupełnień Kraków Powiat na okres czterech miesięcy celem odbycia praktyki. Z dniem 31 października 1927 roku został przeniesiony w stan spoczynku. Na emeryturze zamieszkiwał w Grudziądzu. W 1934 jako podpułkownik żandarmerii w stanie spoczynku był przydzielony do Oficerskiej Kadry Okręgowej nr V jako oficer w dyspozycji dowódcy O.K.V i pozostawał wówczas w ewidencji Powiatowej Komendy Uzupełnień Lwów Miasto.
Do 1939 zamieszkiwał w Tarnowskich Górach przy ulicy Opolskiej 16.
Zmarł 30 października 1941 i został pochowany na cmentarzu Rakowickim w Krakowie (w tym samym miejscu spoczął podpułkownik piechoty Artur Manowarda żyjący w latach 1886-1946).

## Ordery i odznaczenia
- Krzyż Zasługi Wojskowej z dekoracją wojenną (12 sierpnia 1914, w uznaniu waleczności wobec nieprzyjaciela)[4].
- Krzyż Kawalerski Orderu Franciszka Józefa z dekoracją wojenną (1917)[8][31].